# Trinitatiskapelle (Sachsendorf)

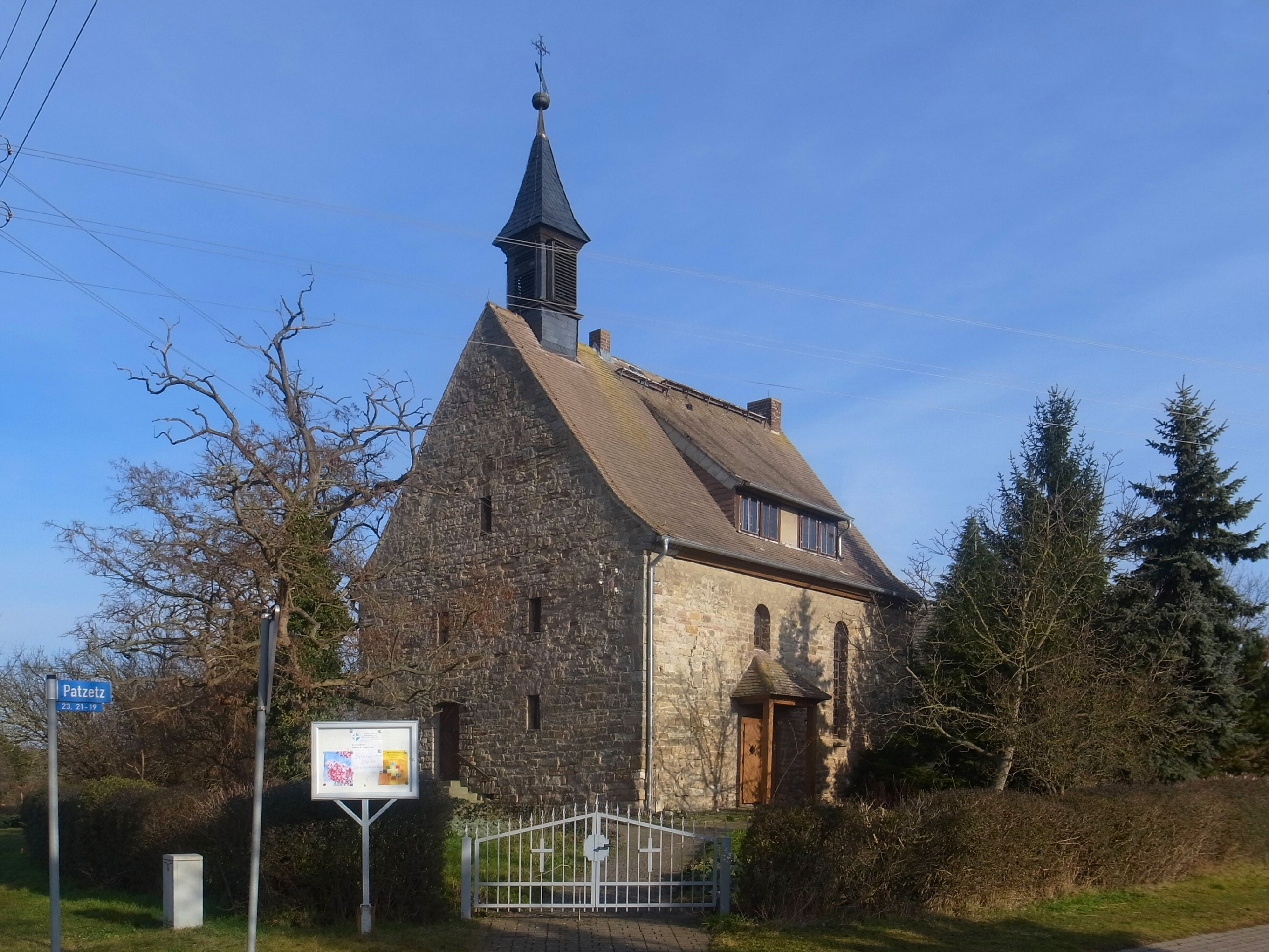
Südwestansicht (2014)

Die Trinitatiskapelle Sachsendorf befindet sich im ehemaligen Gutsbezirk Patzetz, der seit 1928 zur Kommunalgemeinde Sachsendorf gehört, die ihrerseits seit 2010 Stadtteil von Barby in Sachsen-Anhalt ist. Das Gebäude wurde vermutlich in der Mitte des 11. Jahrhunderts erbaut.

## Geschichte und Architektur
Die Entstehung der Patzetzer Kapelle fällt in die Zeit der Salier, nachdem die Slawen von den Franken aus den westelbischen Gebieten zurückgedrängt worden waren. Die Chronisten vermuten, dass die Kapelle um die Mitte des 11. Jahrhunderts im romanischen Baustil auf einer heidnischen Kultstätte errichtet wurde. Bis zur Reformation wurde sie von den Mönchen des nahegelegenen Klosters Gottesgnaden genutzt. Danach fiel sie offensichtlich an die Domäne Patzetz, denn erst 1950 wurde die Kapelle aus Kommunalbesitz an die Kirchengemeinde Sachsendorf zurück übertragen. In der Zwischenzeit wurde die Kapelle durch den Domänenpächter als landwirtschaftlicher Speicher genutzt. Pläne in den 1930er Jahren, das Gebäude zu einem nationalsozialistischen Jugendheim umzugestalten, wurden nicht realisiert. Beim Vormarsch der US-Armee zum Ende des Zweiten Weltkriegs wurde das Kapellendach Mitte 1945 durch Artilleriebeschuss stark beschädigt. Da keine Reparaturen vorgenommen wurden, drohte das Gebäude zu verfallen und wurde erst mit der Übernahme durch die Kirchengemeinde saniert und am 20. Mai 1951 wiedereingeweiht. Das Einweihungsdatum fiel auf den Sonntag Trinitatis, nach dem die Kapelle ihren Namen erhielt.
Während der Sanierungsarbeiten wurde ein romanischer Torbogen mit historischem Gesims freigelegt, die an der Ostseite befindliche Apsis wurde neu gestaltet und das Dach erhielt einen Dachreiter. Für den Altar schuf der Magdeburger Bildhauer Ludwig Göbel 1952 ein der Romanik nachempfundenes Kruzifix.